# Хуа (язык)
Хуа (хува, рува) — папуасский язык, относящийся к трансновогвинейской филе и являющийся одним из диалектов языка ягариа.

## Генеалогиеская и ареальная информация
Ягариа относится к семье каинанту-горока трансновогвинейской филы. Ягариа насчитывает 8 диалектов: дагенава, хира, хуа, камате, ками-кулака, котом, мове и ологути.
Носителями хуа являются жители нескольких деревень в районе Луфа провинции Истерн-Хайлендс Папуа-Новой Гвинеи.

## Социолингвистическая информация
Носителями хуа являются около 3000 человек.
Для носителей хуа другие диалекты ягариа носят название каво; их понимание – приобретённое умение, а не следствие владения языком хуа. Однако носители хуа признают близкое сходство хуа и каво и говорят о них как об «одном языке». Носители хуа и родственных языков – мультилингвы: помимо хуа они владеют языками гими, сиане, куаве и другими языками, на которых говорят на прилегающих территориях. Хуа не изучают в качестве второго языка. По данным 1974 года из 300 опрошенных человек только двое владели исключительно хуа, восемь человек говорили на хуа и на ток-писин.

## Фонология

### Согласные
|             |             | Губные | Альвеолярные | Велярные | Глоттальные |
| ----------- | ----------- | ------ | ------------ | -------- | ----------- |
| Взрывные    | Глухие      | p      | t            | k        |             |
| Взрывные    | Звонкие     | b      | d            | ɡ        |             |
| Фрикативные | Фрикативные | f      | s            |          |             |
| Сонорные    | Носовые     | m      | n            |          |             |
| Сонорные    | Дрожащие    |        | r            |          |             |
| Глайды      | Глайды      | v      | z            |          | h           |

В хуа есть /B/, /D/, /G/ - преназализованные взрывные фонемы [mb], [nd], [ŋg].
[ŋg] последовательно встречается в некоторых словах:
| Транскрипция    | Фонологическая форма | Перевод       |
| --------------- | -------------------- | ------------- |
| [aŋgisi kətupa] | /aGisi ktupa/        | ‘растение’    |
| [roŋgo]         | /roGo/               | ‘мужское имя’ |
| [uŋga]          | /uGa/                | ‘женское имя’ |

/G/ в хуа имеет статус заимствованного звука.
Также в некоторых словах мы последовательно находим [mb] и [nd]. Они тоже имеют статус инородных, т.к. слова с ними заимствованы из родственных языков.
Существует архифонема /K/. Внутри слова /g/ и /k/ различаются в ряде случаев. Озвончение велярного взрывного звука происходит на конце слова и на конце префикса. По этому правилу архифонема /K/ и выделяется. В начале фразы /K/ всегда глухая: K → [-voice]/ ##; однако на границе слов и морфем она озвончается: K → [+voice]/ #. Озвончения не происходит, если следующий сегмент - глухой согласный или кластер согласных.
/z/ имеет статус глайда: он вставляется между гласным /i/ и следующим гласным на границе слога.
| hi+e             |
| hize             |
| ‘Он сделал это.’ |

Между гласным /u/ и следующим гласным на границе слога вставляется глайд /v/:
| hua   |
| huva  |
| ‘Хуа’ |

### Гласные
В хуа нет редуцированных гласных фонем.
|                | Передний ряд | Средний ряд | Задний ряд |
| -------------- | ------------ | ----------- | ---------- |
| Верхний подъём | i            |             | u          |
| Средний подъём | e            |             | o          |
| Нижний подъём  |              | a           |            |

## Типология

### Тип выражения грамматических значений
Хуа - синтетический язык, преимущественно суффиксальный:
(1) Kiko'-'a-mo Kmuknogono-a - e.
место его-pt Кмукногоно-cit.-pred.
‘Он был из Кмукногоно’
[Haiman 1980: 479]

### Граница между морфемами
Преимущественно агглюитинация, но встречается внутренняя флексия, выраженная аблаутом:
hu+bau+e ‘Я делаю’
hu+bai+ne ‘Ты делаешь’
hu+bai+e ‘Он/она делает’
(bai - ‘быть’)
[Haiman 1980: 55]

### Локус маркирования в посессивной именной группе
В хуа посессор маркируется генетивом; маркирование зависимостное.
de + ma' fu
мужчина-gen.sg. свинья
‘свинья мужчины’
a' + ma' ([a'ßa']) fu
женщина-gen.sg. свинья
‘свинья женщины’
[Haiman 1980: 238]

### Локус маркирования в предикации
В предикации вершинное маркирование.
Переходный глагол согласуется с дополнением, если дополнением является человек. Это выражается префиксом глагольной основы. Если же дополнение - не человек, то согласования не будет (иногда это трактуется как нулевой показатель 3 лица единственного числа). Первый актант также выражается в глаголе.
(2) Mna - vza - mo Ø - ko - e
птица-coll.-pt. 3sg.obj.-видеть.1-fin.A
‘Я видел птиц.’
(3) ∗Mna - vza mo p - go - e
птица-coll.-pt. *2/3pl.obj.-видеть.1-fin.A
‘Я видел птиц.’
[Haiman 1980: 371]

### Ролевая кодировка
Активный субъект непереходного глагола маркируется номинативом:
(4) Fu (*mu') ai'e
свинья.nom.(*erg.) подходить.3
‘Свинья подошла’
Неактивный субъект непереходного глагола маркируется номинативом:
(5) Ma de (*mu') frie.
этот мужчина.nom.(*erg.) умереть.3
‘Этот мужчина умер.’
Субъект переходного глагола может быть маркирован эргативом (дабы избежать двусмысленности), объект маркируется номинативом:
(6) Buro' fumu' ke
Буро.nom. свинья.erg. видеть.3
‘Свинья увидела Буро.’
[Haiman 1980: 119, 361, 362]
Cубъекты и объекты непереходных глаголов не могут присоединять суффикс эргатива, в то время как субъекты переходных глаголов могут. Однако синтаксически субъекты любых глаголов противопоставлены объектам. Субъекты вызывают согласование при помощи чередований в корне или суффиксов глагола, объекты же вызывают префиксальное согласование.
Маркирование в клаузе двойное: субъект и объект маркируются соответствующим падежом, глагол согласуется с субъектом по лицу.

### Базовый порядок слов
В хуа базовым порядком слов является SOV. Однако лучше порядок слов описывает конструкция вида S O (NP) (NP) (NP) (NP) VP.
Kenaga - mo etvagi - mi - mo fu - mo a'-di' p - za' - viti' 'a' - da - e
давным-давно-pt наши отцы-erg.-pt. каша-pt. женщин их руки-elat. neg.-есть.2-fin.A
‘Давным-давно наши отцы не ели кашу из рук женщин’
[Haiman 1980: 336]

## Особенности

### Редупликация
В большинстве случаев редупликация встречается в глагольных соединениях N + hu, в которых редуплицируется именной корень. Есть также соединения типа N ± N + hu, которые могут выступать как формы reduplicata tantum. Rgi'±rgi' #hu ‘крепко сжимать, держать’ - редупликация существующего rgi' #hu ‘сжимать’, в то время как rika'±rika' #hu ‘нащупать в темноте’ не соответствует *rika' #hu. Формы будут считаться морфологически редуплицированными, даже если редуплицированная лексема не может выступать автономно.
В случаях, где существует как редуплицированная, так и нередуплицированная формы, редупликация усиление усиление действия, обозначаемого корнем. Однако значение редуплицированной формы может быть и идеоматичным: ftte#hu значит ‘слеза (тряпка или лист бумаги)’, а ftte±fftu#hu - ‘вырезать отверстия в чём-то’. Именно поэтому (а также из-за наличия reduplicata tantum) все редуплицированные формы будут отдельными словами в словаре хуа. Однако редупликация в хуа весьма продуктивная: почти любой корень N #hu можно редуплицировать, чтобы указать на усиление действия.
[Haiman 1980: 124]

### Двойственное число
В хуа есть двойственное число:
hu ‘делать’
I : hu + e ‘я сделал’; hu + 'e ‘мы вдвоём сделали’; hu + ne ‘мы все сделали’
II: ha+ne ‘ты сделал’; ha+'e ‘вы вдвоём сделали’; ha+e ‘вы все сделали’
III: hi + e ‘он сделал’

### Топикализация
В хуа есть два способа топикальной маркировки: аллативный суффикс -ro'~ -roga и суффикс -ve.
Адессивно-аллативный суффикс -ro'~ -roga может появляться только при отсутствии выражения падежных аффиксов, т.е. у существительных в номинативе. Он может быть только у одной именной группы. Конструкция с этим суффиксом может переводиться как ‘что касается …’
Суффикс -ve может присоединяться к любой именной группе в любом падеже, если она является потенциальной темой; этот суффикс также может присоединяться после суффикса потенциальной темы -mo. Таким образом грамматичным является следующий пример:
Dgaimo + ve, rubo+ ve, zutotibo + ve, ruma'nahibo + ve, aipa demubo + ve, kia ze
‘Когда я взял топор из дома, хозяин позвал’
Ещё один пример использования -ve - включающая дизъюнкция (напр. 'Макс или Сэм может сделать это'), противопоставленная исключающей (напр. 'Макс или Сэм сделал это'). В первом случае употребляется конструкиця X + ve Y + ve, во втором - X + ve ito + Y.
[Haiman 1980: 467, 469]

## Список сокращений
NP - Noun phrase
O - Object
S - Subject
V - Verb
VP - Verb phrase

### Список глосс
1, 2, 3 - first, second, third person
A - agent-like argument of canonical transitive verb
cit - citation form
coll - collective number
elat - elative case
erg - ergative case
fin - final
neg - negation
obj - object
pl - plural
pred - predicate
pt - patient trigger
sg - singular